# Tarek Boudali

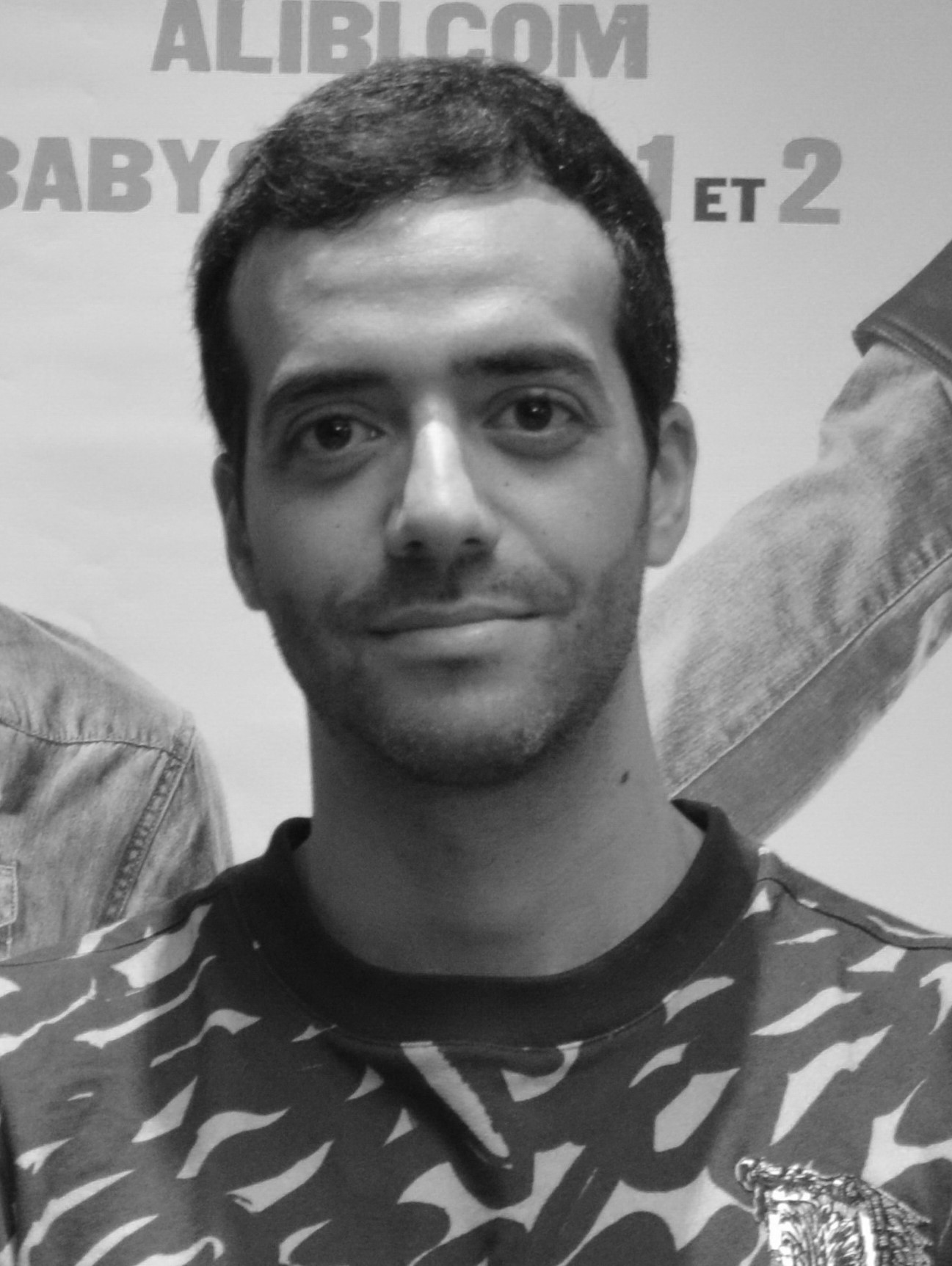
Tarek Boudali en 2017

Tarek Boudali es un actor francés de ascendencia marroquí nacido el 5 de noviembre de 1979.
Se licenció en el  (BTS), y en 2012 apareció en la serie  En famille .
Forma parte del grupo humorístico  Bande à Fifi con Philippe Lacheau, Élodie Fontan, Reem Kherici y Julien Arruti.

## Filmografía
- 2010 :L'Arnacœur de Pascal Chaumeil
- 2010 :L'Italien de Olivier Baroux
- 2013 :Paris à tout prix de Reem Kherici
- 2014 :Babysitting de Philippe Lacheau
- 2015 :Babysitting 2 de Philippe Lacheau
- 2017 :Alibi.com de Philippe Lacheau
- 2017 :Épouse-moi mon pote de él mismo.
- 2019 :Nicky Larson et le parfum de Cupidon de Philippe Lacheau  2
- 2023  3 días máximo (3 jours max)